# Манассас (Виргиния)
Манассас (англ. Manassas) — независимый город (то есть не входящий в состав какого-либо округа) в штате Виргиния (США).

## История
До гражданской войны в этом месте находился просто перекрёсток важных дорог. 21 июля 1861 года здесь произошло первое крупное сухопутное сражение гражданской войны, известное на севере, как Первое сражение при Булл-Ран, а на Юге — как Первое сражение при Манассасе. В августе 1862 года генерал Томас Джексон совершил рейд на станцию Манассас, а через несколько дней, а 28-30 августа 1862 года, неподалеку от города произошло Второе сражение при Манассасе/Булл-Ран.
После войны в районе перекрёстка начал образовываться населённый пункт, который в 1873 году стал инкорпорированным городом. В 1892 году в Манассас переехали власти округа Принс-Уильям.
В 1975 году Манассас был выделен из округа Принс-Уильям и стал независимым городом.

## Знаменитые уроженцы
- Лиэнн Туиден (р.1973) — журналистка и телеведущая
- Джордж Циммерман (р.1983) — дружинник